# Hiram (Georgia)
Hiram es un pueblo ubicado en el condado de Paulding en el estado estadounidense de Georgia. En el censo de 2000, su población era de 1.361.

## Demografía
En el 2000 la renta per cápita promedia del hogar era de $50,069, y el ingreso promedio para una familia era de $51,705. El ingreso per cápita para la localidad era de $19,254. Los hombres tenían un ingreso per cápita de $36,048 contra $24,483 para las mujeres.

## Geografía
Hiram se encuentra ubicado en las coordenadas 33°51′56″N 84°46′29″O / 33.86556, -84.77472 (33.865575, -84.774593).
Según la Oficina del Censo, la localidad tiene un área total de 7,9 km² (3,1 mi²), de la cual 7,8 km² (3 mi²) es tierra y 0,1 km² (0 mi²) (0.10%) es agua.